# روبرت بيرس (مبشر)
روبرت بيرس (بالإنجليزية: Robert Pierce)‏ هو مبشر أمريكي، ولد في 8 أكتوبر 1914 في فورت دودج في الولايات المتحدة، وتوفي في 6 سبتمبر 1978 في أركاديا في الولايات المتحدة.